# 貝瑞塔ARX-160突擊步槍
貝瑞塔ARX-160（英語：Beretta ARX-160）是一系列在2000年代由槍械製造商貝瑞塔所研製和生產的突击步枪，亦是目前意大利武裝部隊的制式步槍和未來士兵（義大利語：Soldato Futuro）計劃的內容之一部分，可以通過轉換槍管等部件以發射5.56×45毫米北約、5.45×39毫米蘇聯（M74）、6.8×43毫米雷明登SPC、7.62×39毫米蘇聯（M43）以及.300 AAC BLK（7.62×35毫米）五種口徑的步枪子彈。
ARX-160並已經在2008年對國際市場推出了從意大利未來士兵計劃分離獨立的商業型武器系統型號。為配合其而研製的GLX-160 40毫米北約低速榴彈發射器，除了可以下掛於步槍的下護木，也可通過增加手槍握把及槍托配件改裝成一個獨立的肩射型榴彈發射器武器系統。

## 歷史

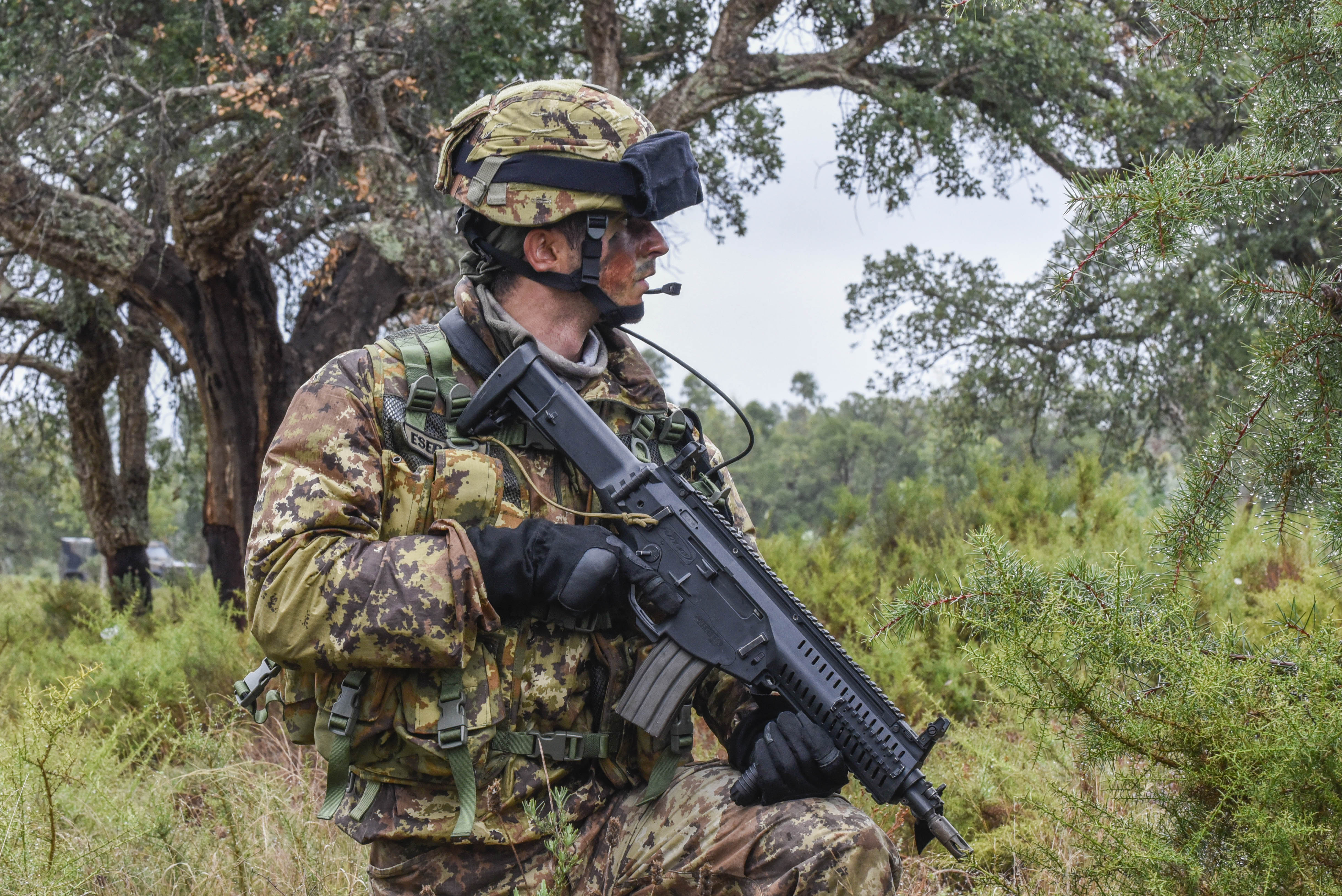
意大利Lagunari偵察隊士兵與其裝備的ARX160 A2。

貝瑞塔ARX-160是一枝新型突擊步槍，以及意大利軍隊正在開發的未來士兵系統的一部分，它是這系統的殺傷力或攻擊武器裝備平台。該項目最初計劃是以貝瑞塔AR70/90武器系統作為基礎進行改進，最大的改進就是採用新材料以降低重量和減小尺寸。步槍的主體將採用高強度塑料，重量將比AR70/90突擊步槍減輕25℅。基本上可說是AR70/90的一個簡單的升級。但貝瑞塔在2006年重新推出一枝新型步槍用以作為未來士兵系統的步槍部份，這就是ARX-160。
2008年，貝瑞塔推出ARX-160的商業武器系統型號。在2008年到2014年間，共生產了大約30,000枝採用了5.56×45毫米北約口徑ARX-160A2，這些口徑的型號已經供應給意大利陸軍、意大利海軍、意大利空軍和意大利特種部隊。自此以後，包括阿富汗在內的多個特派團已獲採用。目前的方案旨在取代舊式的AR70/90，成為意大利武裝部隊的制式突擊步槍。
2012年，貝瑞塔推出了ARX-160的7.62×39毫米蘇聯口徑型，同年貝瑞塔還推出了目前與意大利軍隊和特種部隊同樣採用的ARX-160A2。
在2013年的SHOT Show（美國著名槍展）之中，美國貝瑞塔推出了貝瑞塔ARX-160的半自動民用型貝瑞塔ARX-100。其後在同年英國倫敦舉行的國防安全及設備國際展覽會（DSEI）之中，貝瑞塔亦推出了ARX-160A3「步兵自動步槍」型，這是ARX-160的改進型號。改進包括改進了散熱孔和底部延長型皮卡汀尼導軌的改進型護木，以及改進型手槍握把設計。

### 出口國外
貝瑞塔ARX-160曾經參與美國軍隊發出的一項名為個人卡賓槍計劃競標中，亦是第二階段之中的五支候選卡賓槍之一，以取代M4卡賓槍。可是個人卡賓槍計劃競標在選出得標的卡賓槍之前就宣佈取消。
在2013年2月，阿根廷軍隊接收到ARX-160突擊步槍和GLX-160榴彈發射器，並且由他們的特種部隊對兩款武器進行評估。
印度陸軍亦測試ARX-160以取代INSAS。但招標已於2015年6月宣佈取消。
ARX-160A3亦是參與法國陸軍用以競標取代FAMAS的五支競標步槍之一，但最終得標的是德國生產的HK416。

## 設計細節
貝瑞塔ARX-160是從之前所推出的貝瑞塔AR70/90武器系統的多個角度之下脫離出來。貝瑞塔ARX-160是由兩個機匣（上、下機匣結構）所組件，兩者主要是由聚合物所製造，分解容易。並且通過短行程活塞傳動型氣動系統操作，與美國的AR-18、中華民國的T91以及中華人民共和國的QBZ-95等原理相同。保養時所需要的潤滑油較少。5.56×45毫米北約口徑的供彈方式與AR70/90武器系統一樣是STANAG彈匣；7.62×39毫米蘇聯口徑時則是與同口徑AK槍族相同的可拆卸式彈匣及彈鼓。貝瑞塔ARX-160也曾計劃通過改變槍管、槍機、下機匣和彈匣以更換為不同口徑，包括5.45×39毫米蘇聯口徑（M74）、6.8×43毫米雷明登SPC和.300 AAC BLK（7.62×35毫米）口徑型，但可能已被取消。
貝瑞塔ARX-160具有很多出色的人體工學的獨特功能，最明顯的是手槍握把上方、機匣左右兩側可由拇指靈巧操作的保險和快慢機裝置。逗號型快慢機發射模式為保險、半自動和全自動三個位置兩種發射模式。從最前方的保險位置調節到最後方的全自動位置只需旋轉約82°，這大大提高了其發射模式速度。雖然槍身厚度比一般突击步枪為厚，外觀也略顯肥大，但由於與貝瑞塔近年來推出的槍械（90two、Nano、Px4、Cx4、Mx4、Tx4、Rx4）一樣，大量使用合成材料製造，槍身實際重量仍然很輕。
貝瑞塔ARX-160同時採用三套不同的彈匣釋放按鈕。第一套參考了尤金·斯通納的AR-15／M16步槍，位於扳機護環前部上側，可以由射擊手指觸控；第二套參考了卡拉什尼科夫的AK-47系列步槍，位於扳機護環下，亦可以由射擊手指觸控；第三套則是位於槍身左側。這種設計為了同時適應多種步槍使用者的操作習慣，亦讓新手可以從三個彈匣釋放模式之中找出最適合自己的操作方法。
貝瑞塔ARX-160的扳機護環以內的無彈後定解脫柄和彈匣釋放按鈕則是同一個部件，向上推時會釋放彈匣，而向下壓時則是解脫空倉掛機及彈藥上膛，兩者同樣可以使用任何一隻手觸及。
輕巧的合金槍管採用了鍍铬內襯以增強耐磨性，它在加尔多内瓦尔特龙皮亚伦巴第的貝瑞塔工廠 （页面存档备份，存于）以錘鍛工藝製造。標準長度為406毫米（15.98英吋），另外還有為特種作戰人員而設的302毫米（11.89英吋）。而使用比賽等級膛線的406.4毫米（16英吋）精確射手型重型槍管與和更長的508毫米（20英吋）槍管亦正在測試中。其消焰器具有5條徑向切口和4個較小型切口，以控制全自動射擊時的槍口上揚。槍管的標準膛線纏距為1：7，以發射北約標準普通彈和曳光彈。非自由浮動式槍管可以在幾秒鐘內，通過拉動滑動桿和拉出來的方式很快速而輕易地拆卸下來和進行更換而無需任何工具。而在拉開槍機以後，鬆開護木前下方兩側的鎖定銷子，更能夠把槍管及活塞組件完整取出。組合時只需插入新的槍管及活塞組件，然後用手掌把兩個鎖定銷子拍回原位即可。在改變槍管而無需重新歸零以下，從彈著點的結果而言變化不會很大。M7刺刀的刺刀座設置在槍管的上方，而不是它的下方。此外，槍管上可以裝上各款膛口裝置，比如專用消聲器。
獨特的ARX-160操作系統的活塞幾乎只運動50.8毫米（2英寸），而其他的系統更只運動25.4毫米（1英寸）以下。隨著槍機機框的活塞幾乎完全設在後方位置，從而令氣體壓力水平降低、突發性降低和機框組件的推動更為恆定。槍機機框和和操作桿與槍管是分離的，因而可以很容易地從槍上拆卸下來。
貝瑞塔ARX-160具有左或右拋出彈殼的雙手非常靈巧的操作能力向。槍機頭上具有7個鎖耳（英語：Lug）和在左右兩側的抽殼鈎，而没有拋殼頂桿。兩個抽殼鈎都是屬於彈簧式，而拋殼方向則是只需通過按下位於越過了拋殼口以後的一個小孔選擇。它很小，而且經過優化以切合彈尖。位於機匣的拋殼口為左右通透，而且會引導彈殼從槍管45度角拋出，使用者可以左右調整其拋殼方。拉機柄亦設在槍機機框之上並可左右互換，使用者可以在其槍機總成完全靠後位置時，按照情況通過拋殼口以後將它由一側改為另一側並將其固定到位而無需任何工具。
貝瑞塔ARX-160採用了一個折疊式伸縮槍托。槍托具有四段固定位置可以調節，以適應人員穿上防彈背心的情況。折疊後可以更容易大量儲藏和運輸，另外亦不會影響射擊時的拋殼動作。
貝瑞塔ARX-160機匣頂部整合了由機匣至護木的全尺寸MIL-STD-1913戰術導軌。其原廠預設的機械瞄具（照門及準星，為覘孔式照門及柱狀準星）都是通過導軌安裝的，是由與該槍的機匣相同的聚合物所製造。其柱狀準星為可調節風偏和高低，而覘孔式照門則是具有五個位置並以100—600公尺（109.36—656.17码，328.08—1,968.5英尺）為射擊的遞增範圍。使用者可以將原廠預設的機械瞄具拆卸並且用以安裝對應導軌的日間／夜間光学瞄准镜、反射式瞄準鏡、全息瞄準鏡、棱鏡式瞄準鏡、夜視鏡和／或熱成像儀。機匣頂部整合的戰術導軌長度可以使用串連式安裝光學瞄準具，前後串連式安裝配置模式可以擴大瞄準具附件的加裝應用模式。其主要的光學瞄準鏡是Aimpoint ACIES，為M2近戰光學裝置的國內版本。而夜視系統、熱成像瞄準具及其他配件將可通過未來士兵計劃裝上。
另外，貝瑞塔ARX-160護木兩側亦以三顆螺絲裝上MIL-STD-1913戰術導軌，以便安裝對應導軌的戰術燈、雷射瞄準器；護木底部並整合了戰術導軌，護木下方後端預設裝有一個由戰術導軌裝上的前持式護木握片，用途與傳統護木一樣，用以增加非握把手在握持握護木時的舒適度，不需要時或需要裝上戰術配件時亦可以拆卸。將護木下方後端的前持式護木握片拆卸以後就可以裝上垂直前握把、兩腳架、40毫米榴彈發射器（專用的榴彈發射器是GLX-160）。
貝瑞塔ARX-160亦在槍身各處裝上共6個槍背帶環，這樣使用者可以按照自己的習慣安裝槍背帶。（雖然現在的槍背帶環亦可以在戰術導軌上安裝）
貝瑞塔ARX-160目前並已經有其他槍身顏色，包括：黑色、橄欖綠、沙色和泥黃色。

## 衍生型

### ARX-160
貝瑞塔ARX-160模塊化突擊步槍是只售予軍隊和執法機關的全自動突擊步槍。它發射5.56×45毫米北約口徑或7.62×39毫米蘇聯口徑（M43）步枪子彈。其機匣頂部整合了一條皮卡汀尼導軌，用於安裝預設的摺疊式機械瞄具和各種光學元件；在護木兩側的則是安裝各種附件，而在護木底部的是安裝其前持式護木握片、各種輔助握把、兩腳架或是下掛武器（霰彈槍或榴彈發射器）。配備可快速更換槍管，槍管長度為12和16英寸。槍身左右具有靈巧的發射模式及保險選擇器、彈匣釋放按鈕、無彈後定解脫柄和拉機柄，可藉由子彈按下拋殼方向選擇器讓彈殼從機匣左側或右側的拋殼口拋出。最後就是伸縮式折疊槍托，可以調整其拉伸的長度。此外還有可用的轉換套件，藉由更換槍管、槍機、下機匣組件和彈匣，將5.56×45毫米口徑改變為7.62×39毫米口徑，反之亦然。5.56×45毫米北約口徑的供彈方式為STANAG彈匣，而7.62×39毫米蘇聯口徑時則是AK或AKM的可拆卸式彈匣及彈鼓。

### ARX-160A2
貝瑞塔ARX-160A2（又稱：ARX-160SF（特種部隊））是與ARX-160類似，但裝有較短的槍托、護木底部裝有的一條延長型皮卡汀尼導軌，以及使用一根302毫米（11.89英吋）的短槍管的卡賓槍型。它為意大利特種部隊而研製，後來亦獲他們所採用。

### ARX-160A3
貝瑞塔ARX-160A3是ARX-160的「步兵自動步槍」傾向改進型，具有類似的功能。ARX-160A3的改進包括經過重新設計的護木，其上排的較小的線條狀切口型散熱孔已經被較大型的方形切口散熱孔所取代，儘管下排的散熱孔仍然保持為較小的線條狀切口。這些較大型的方形切口亦減輕了步槍的重量，同時讓更多的空氣在槍管周圍流通。它還裝有護木底部的延長型皮卡汀尼導軌，改進型手槍握把設計，以及280毫米（11英寸）和406毫米（15.98英吋）的槍管長度。

### ARX-100
貝瑞塔ARX-100（英語：Beretta ARX-100）是專為民用市場，尤其是在美國而研製的一款半自動衍生型，並且明確標記為ARX-100。它只發射5.56×45毫米北約口徑及其民用型.223 Remington步枪子彈。保留大部份ARX-160的操作特點外，並將快慢機改為保險，由保險位置旋轉90度到射擊位置。隨著ARX-160升級為ARX-160A3，ARX-100亦铅用ARX-160A3的很多最新改進，包括新型的彈匣卡箏、護木散熱孔形狀和扳機護圈形狀的改變等。

### ARX-160 22LR
貝瑞塔ARX-160 22LR是ARX-160的半自動衍生型，適用於民用市場。它發射.22 LR子彈，使它成為一款戰術訓練步槍的理想選擇。它具有18.11英寸的卡賓槍配置和8.3英寸的手槍配置槍管，並使用5、10、15或20發可拆卸式彈匣。

## 使用國
- 阿尔巴尼亚
  - 阿爾巴尼亞陸軍（英语：Albanian Land Force）
    - 特種作戰團（英语：Special Operations Regiment (Albania)）

  - 阿爾巴尼亞警察武裝份子掃蕩部隊（英语：RENEA）[17]
- 阿尔及利亚
- 阿根廷
  - 阿根廷陸軍（預定在2019年或2020年取代FN FAL）[18]
- 巴林
  - 巴林國防軍[19]
- 埃及
  - 薩卡部隊（英语：Sa'ka Forces）[20][21]
- - 危地馬拉武裝部隊（英语：Military of Guatemala）
- 伊拉克库尔德斯坦
  - 佩什梅格（ARX-160A2）[22]
- 義大利：2015年以內交付30,000枝。
  - 意大利武裝部隊[17]
  - 卡賓槍騎兵[17]
- ：採用7.62×39毫米蘇聯口徑型
  - 哈薩克共和國武裝力量特種作戰部隊[23][24][25]
- 黎巴嫩
- 马来西亚
  - 馬來西亞監獄局
- 墨西哥：2014年11月年以內交付5,687枝。[20]
  - 墨西哥聯邦警察（英语：Federal Police (Mexico)）
  - 瓜達拉哈拉大都會警察[17]
- 巴基斯坦
  - 信德警察特別安全部隊[26]
- 巴拉圭
  - 國家反毒品秘書處（裝上消聲器和GLX-160）
- 波蘭
  - 波蘭監獄局
- - 卡塔爾武裝部隊[27]
- 羅馬尼亞
  - 羅馬尼亞武裝部隊（ARX-160A3）
- 俄羅斯
  - 俄羅斯聯邦武裝力量特種作戰部隊[28]
- 泰國
  - 泰國皇家警察特種武器和戰術部隊
- - 土庫曼武裝部隊[29]（訂購1,680枝ARX-160連同150具GLX-160[30]）
- 乌克兰
  - 烏克蘭武裝部隊
  - 烏克蘭國家警察
- 美国
  - 弗雷斯諾警察局特種武器和戰術部隊

## 流行文化

### 电影
- 2011年—《沙漠神兵》：下掛了GLX-160榴彈發射器，由法國海軍突擊隊員科瓦（Kovax，傑曼·翰蘇飾演）所使用。
- 2014年—：下掛了GLX-160榴彈發射器，由張先生的手下所使用。

### 电子游戏
- 2004年—《特種部隊Online》：目前推出的樂透武器版本： 
  - HERO ARX-160
  - VALENTINE ARX-160
- 2007年—《Online》：最早於韓國版2013年8月29日時推出，在遊戲中使用啞黑色槍身，以30發容量STANAG彈匣供彈，並裝上前握把和錯誤：語言代碼「Leupold」不存在Mark 4 CQ/T瞄準鏡。奇怪地使用瞄準鏡時僅會將遊戲畫面拉近，而且没有無彈後定。港台地區於2010年9月10日時推出一般版，命名為「貝瑞塔」；中国大陆版於2010年9月11日時推出一般版，命名為「暴风勇士」；在各地版本均已開放使用，但泰國版及土耳其版因結束營運的關係而不會在這兩個版本開放使用。
- 2008年—《戰地之王》
- 2012年—：命名為「ARZ 160」，只有情報局衍生型，故事模式中由國際契約情報局士兵以及特拉維斯私人精英保鑣「近衛隊」所使用。
- 2012年—
- 2012年—《战争前线》：命名为“ARX-160”，使用30发弹匣供彈，归类为突击步枪，为步枪手专用武器。可以通过抽奖获得，并可以改装枪口配件（通用消音器、突击消音器、突击制退器、突击刺刀）、战术导轨配件（通用握把、突击握把、突击握把架、枪挂型榴弹发射器）以及瞄准镜（EoTech 553全息瞄准镜、绿点全息瞄准镜、ELCAN SpecterDS瞄准镜、红点瞄准镜、步枪高级瞄准镜、Trijicon ACOG瞄准镜）。拥有黄金版本，提高伤害与载弹量。
- 2013年—《縱橫諜海：黑名單》：命名為「ARX160」以，30發彈匣供彈。SvM時由傭兵所使用。可以使用60發彈匣供彈。
- 2013年—：资料片「海軍風暴」（Naval Strike）武器之一。只在聯機模式中登場。命名為「AR160」（中文版則命名為「AR160突擊步槍」），被歸類為突击步枪，發射5.56×45毫米NATO子彈，載彈量30+1發，為「突擊兵」（Assault）的解鎖武器包武器之一，於完成小任務「業餘狙擊手」（獲得突擊步槍勳帶3次和使用突擊步槍爆頭20次）時解鎖，並可以使用反射式、雷射瞄準器、舒適握把、防火帽、ACOG（放大4倍）、斜視金屬瞄準器、直角握把、重型槍管、M145（放大3.4倍）、手電筒、手電筒、腳架、制動器、全像、放大鏡（放大2倍）、寛型握把、消音器、下掛式榴彈發射器（突擊兵配件）、下掛式散彈槍（突擊兵配件）以及七件戰鬥包附件（FLIR（紅外線放大2倍）、稜鏡（放大3.4倍）、JGM-4（放大4倍）、土狼、折疊握把、馬鈴薯握把、綠點雷射瞄準器、LS06消音器、PBS-4消音器、PBS-4消音器、雷射／燈光組合、R2消音器、戰術燈、三光束雷射、HD-33、消光器、直立握把、紅外線夜視鏡（紅外線放大1倍）、眼鏡蛇、PKA-S、PK-A（放大3.4倍）、PSO-1（放大4倍）當中之七）的附件。
- 2013年—：命名為「ARX-160」，使用印有「OSA」字樣的白色槍身，造型上裝有定制槍托、托腮板以及預設可用的AN/PEQ-15雷射瞄準器，以30發彈匣供彈（聯機模式時可使用改裝：延長彈匣增至45發），初始攜彈量為510發（戰役模式）和60發（聯機模式），最高攜彈量為540發（戰役模式）和180發（聯機模式），預設使用雷射瞄準器（但只能在聯機模式時使用），奇怪地戰役模式之中只能兩發點放、發射後會拋出印有“CO2”的黑色彈殼、發射5.45×39毫米蘇聯口徑子彈以及使用FN EGLM為槍管下掛式榴彈發射器。戰役模式之中由美國軌道防禦平台空間站戰鬥人員和敵軍「聯邦」（Federation）所使用；聯機模式時可以使用紅點鏡、ACOG光學瞄準鏡、全息瞄準鏡、可變倍率反射式瞄準鏡、熱能探測混合式瞄準鏡、追踪器瞄準鏡、消焰器、消音器、制退器、前握把、槍管下掛式散彈槍、槍管下掛式榴弹发射器、延長彈匣、穿甲彈、半自動、三發點放。
- 2014年—：命名為「ARX-160」，使用橄榄绿槍身，裝有槍背帶（英语：Sling (firearms)），以30發（聯機模式可使用改裝：延長彈匣增至45發）彈匣供彈，初始攜彈量為90發（戰役模式和聯機模式），最高攜彈量為180發（戰役模式和聯機模式），奇怪地只能三發點放、發射後會拋出印有“CO2”的黑色彈殼、發射5.45×39毫米蘇聯口徑子彈以及槍身上印有“OSA”符號和美國國旗。戰役模式之中由朝鲜人民军和反科技恐怖組織KVA所使用；聯機模式時為標準點放突擊步槍，並可以使用紅點鏡、混合式瞄準鏡、自动对焦瞄準鏡、目標增強瞄準鏡、熱成像儀、ACOG光學瞄準鏡、雷射瞄準器、槍托、追踪器、前握把、消音器、抛物线麦克风、快速抽出握把、雙排彈匣、槍管下掛式榴弹发射器、延長彈匣。
- 2016年—：命名為「貝瑞塔ARX-160」，使用棕褐色槍身，裝上頂部的Truglo Tru-Brite全息瞄準鏡、馬格普後備機械瞄具、以及護木底部的SureFire E1D LED戰術燈，以50發彈匣供彈，可由主角奈森‧德瑞克（Nathan Drake）所使用。
- 2016年—：命名為「OSA」，使用印有「OSA」字樣的白色槍身，裝上槍管下掛式榴弹发射器，歸類為「經典」武器。

### 輕小說
- 2014年—《刀劍神域外傳Gun Gale Online》：由“MMTM”小隊的“波魯特”所使用。

### 動畫
- 2022年—《Lycoris Recoil 莉可麗絲》：在第十二集中由君影草（Lilybell）干员使用。

## 貝瑞塔ARX-160與現代世界相若的突擊步槍比較
|                        | 俄羅斯 · AK-12                            | 美国 · M16A4         | 比利时 · FN SCAR L-STD | 德国 · HK416 A5-16.5" | 德国 · HK G36              | 奥地利 · 斯泰爾AUG A3 | 義大利 · 貝瑞塔ARX-160 | 瑞士 · SIG SG 550      | 中華民國 · T91步槍     |
| ---------------------- | ----------------------------------------- | -------------------- | ---------------------- | --------------------- | -------------------------- | --------------------- | ---------------------- | ---------------------- | ---------------------- |
| 外觀                   |                                           |                      |                        |                       |                            |                       |                        |                        |                        |
| 採用年份               | 2018年                                    | 2002年               | 2007年                 | 2005年                | 1997年                     | 2005年                | 2009年                 | 1990年                 | 2002年                 |
| 重量（不含彈匣），公斤 | 3.3                                       | 3.4                  | 3.545                  | 3.56                  | 3.63                       | 3.9                   | 3.1                    | 4.1                    | 3.17                   |
| 槍托伸展全長，毫米     | 945                                       | 1,033                | 900                    | 951                   | 999                        | 745                   | 920                    | 998                    | 880                    |
| 槍管長度，毫米         | 415                                       | 508                  | 368                    | 419                   | 480                        | 455                   | 406                    | 528                    | 406                    |
| 子彈                   | 5.45×39毫米 蘇聯口徑 5.56×45毫米 北約口徑 | 5.56×45毫米 北約口徑 | 5.56×45毫米 北約口徑   | 5.56×45毫米 北約口徑  | 5.56×45毫米 北約口徑       | 5.56×45毫米 北約口徑  | 5.56×45毫米 北約口徑   | 5.56×45毫米 北約口徑   | 5.56×45毫米 北約口徑   |
| 發射模式               | 半自動 兩發點放 全自動                    | 半自動 三發點放      | 半自動 全自動          | 半自動 全自動         | 半自動 全自動              | 半自動 全自動         | 半自動 全自動          | 半自動 三發點放 全自動 | 半自動 三發點放 全自動 |
| 發射速率，發／分鐘     | 600—700                                   | 700—950              | 550—650                | 700—900               | 750                        | 680—750               | 700                    | 700                    | 800-850                |
| 槍口初速，米／秒       | 900                                       | 948                  | 800                    | N/A                   | 920                        | N/A                   | N/A                    | 980                    | 840                    |
| 有效射程，米           | 625—800                                   | 600                  | 500                    | 500                   | 500                        | 450                   | 400—600                | 650                    | 400—600                |
| 彈匣容量，發           | 30 （60／95）                             | 30 （20／100）       | 30 （20／100）         | 30 （20／100）        | 30 （100）                 | 30 （42／100）        | 30 （20／100）         | 20 （5／10／30）       | 30 （42／100）         |
| 標準瞄準具型式         | 機械瞄具                                  | 機械瞄具             | 機械瞄具               | 機械瞄具              | 3倍光學瞄準鏡 準直式瞄準鏡 | 1.5 倍光學瞄準鏡      | 開放式瞄具             | 機械瞄具               | 機械瞄具               |
| 步槍瞄準鏡安裝型式     | 皮卡汀尼導軌                              | 皮卡汀尼導軌         | 皮卡汀尼導軌           | 皮卡汀尼導軌          | 皮卡汀尼導軌               | 皮卡汀尼導軌          | 皮卡汀尼導軌           | 皮卡汀尼導軌           | 皮卡汀尼導軌           |
| 榴彈發射器             | GP-25／GP-30／GP-34                       | M203 M320            | FN40GL                 | HK AG-C/EGLM          | HK AG36                    | M203 HK AG-C/EGLM     | 貝瑞塔GLX-160          | SIG GL 5040            | T85                    |

## 圖集

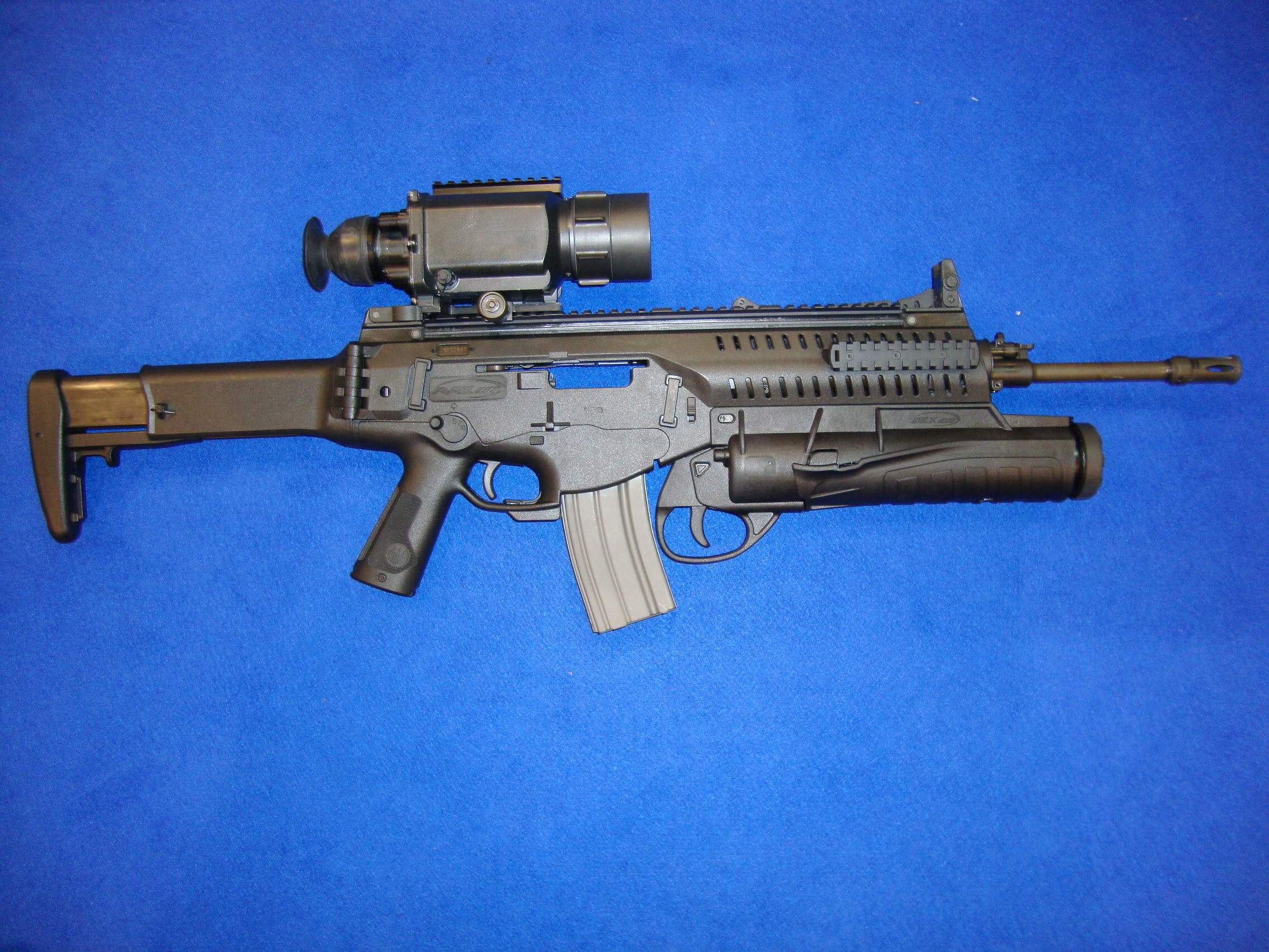
裝上熱成像瞄準鏡和GLX-160，槍托展開及伸出，槍機總成在完全靠後的開膛位置的貝瑞塔ARX-160突擊步槍。
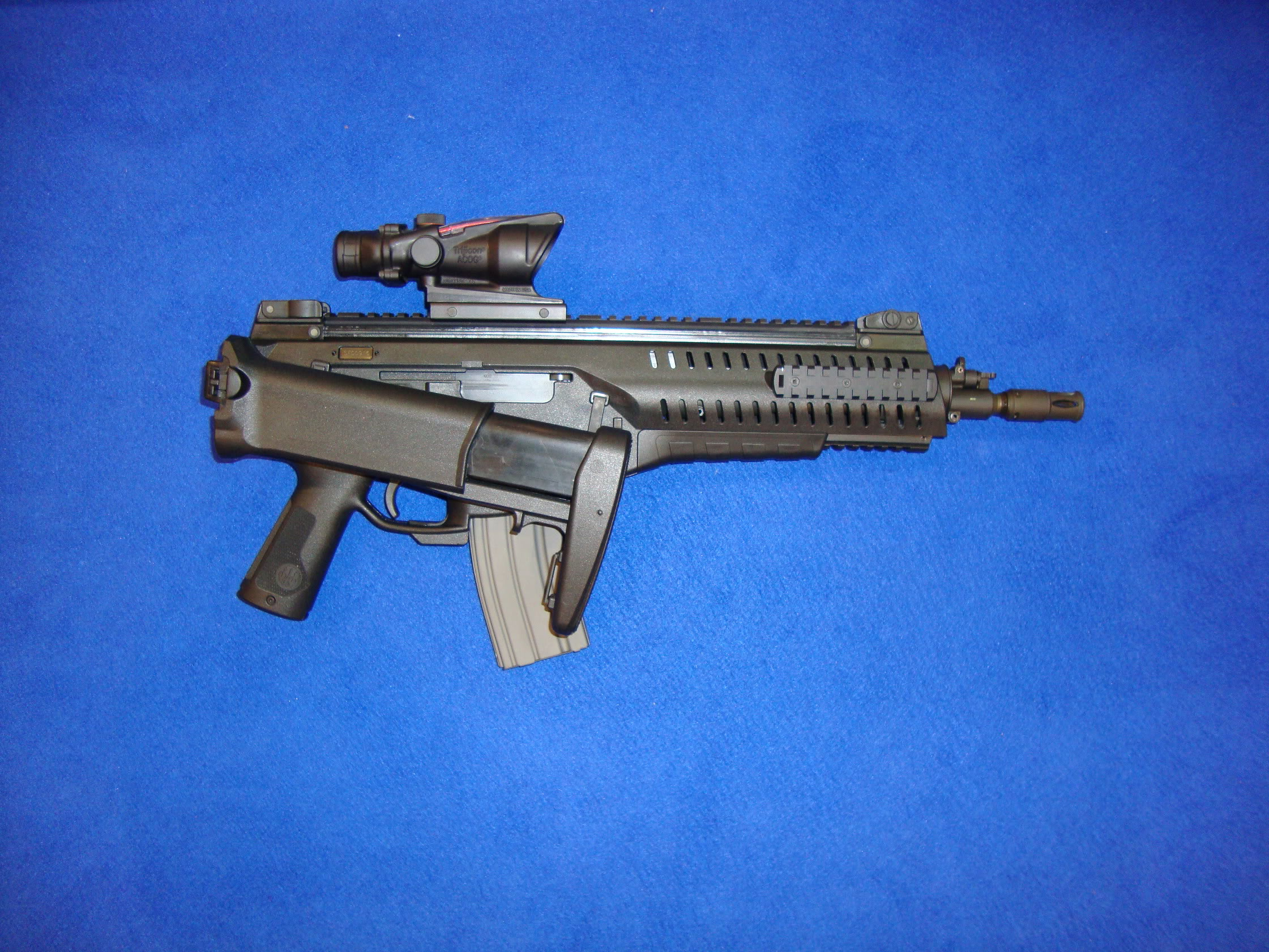
裝上ACOG光學瞄準鏡，槍托摺疊，槍機總成在完全靠前的閉鎖位置的貝瑞塔ARX-160突擊步槍。
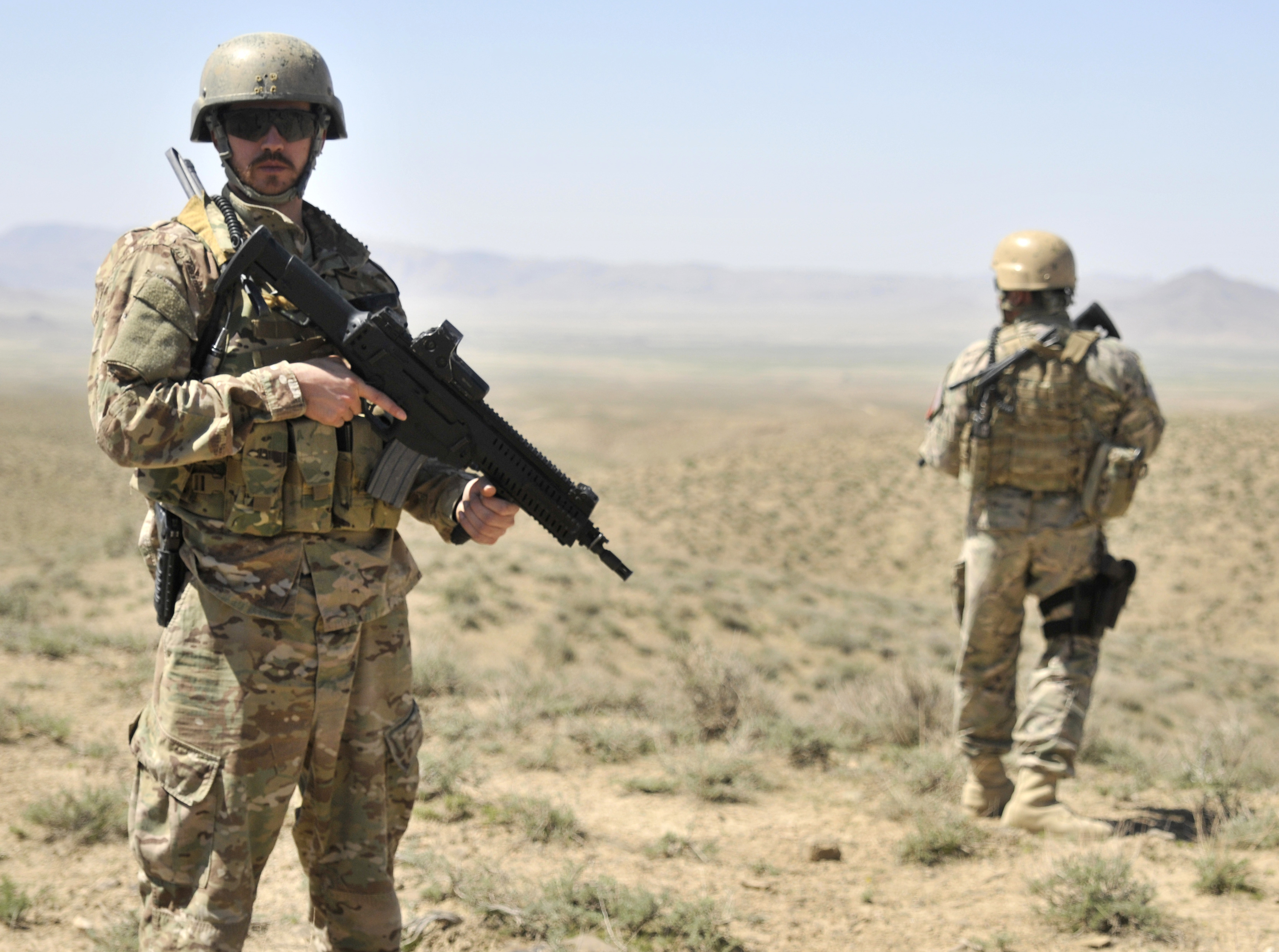
在阿富汗的阿爾巴尼亞特種部隊。
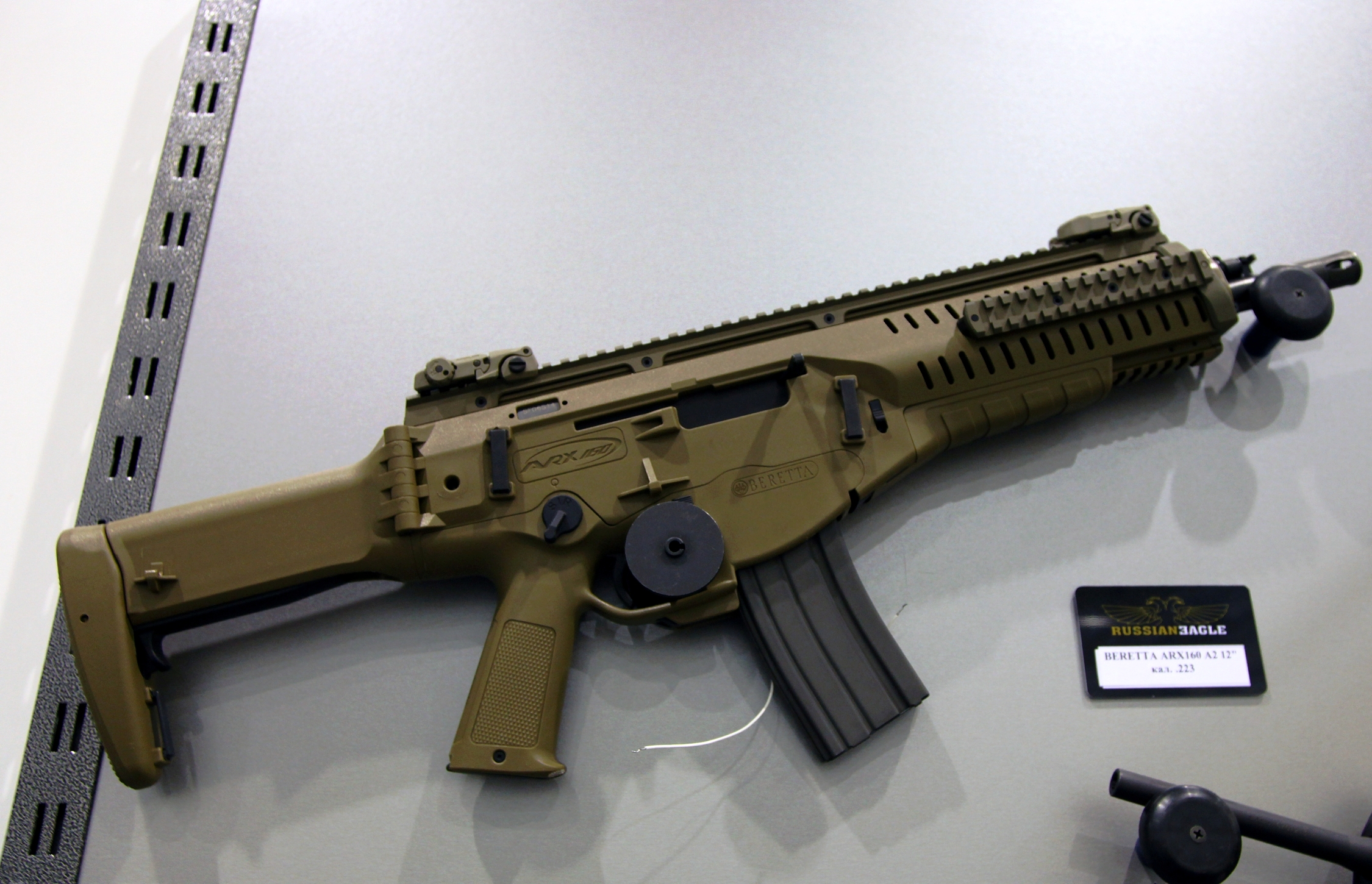
2012年俄羅斯國際軍警安防設備展（Interpolitex 2012）上展出的ARX-160突擊步槍。

## 資料來源
1. ↑  .   [2012-09-30]. （原始内容存档于2015-07-17）.
2. ↑  .   [2012-09-30]. （原始内容存档于2015-07-17）.
3. ↑  . The Firearm Blog. 2012-06-18  [2017-07-08]. （原始内容存档于2017-06-20） （美国英语）.
4. 1 2  . The Firearm Blog. 2013-09-12  [2017-06-15]. （原始内容存档于2017-06-15） （美国英语）.
5. 1 2  . The Firearm Blog. 2013-09-10  [2017-06-29]. （原始内容存档于2017-06-25） （美国英语）.
6. ↑  The Army’s Next Generation Carbine （页面存档备份，存于） - Cheaperthandirt.com, May 19, 2012
7. ↑  Army Kills Competition to Replace M4 （页面存档备份，存于） - Military.com, 13 June 2013
8. ↑  Argentinean Special Forces Evaluating Beretta ARX 160 （页面存档备份，存于） - Thefirearmblog.com, February 5, 2013
9. ↑  India to put assault rifle contenders through winter trials （页面存档备份，存于） - Janes.com, 4 August 2013
10. ↑  . India Today. 1 July 2015  [1 July 2015]. （原始内容存档于2015-07-09）.
11. ↑  . all4shooters.com (EN).   [2017-06-19]. （原始内容存档于2017-07-28） （英语）.
12. 1 2 3 4 5 6  Italy’s Next Generation Rifle: The ARX 160 （页面存档备份，存于） - SAdefensejournal.com, 19 August 2011
13. ↑  ARG. . www.military-today.com.   [2017-06-12]. （原始内容存档于2017-07-17）.
14. ↑  . www.berettadefensetechnologies.com.   [2017-06-20]. （原始内容存档于2017-06-22） （英语）.
15. ↑  .   [2013-05-07]. （原始内容存档于2013-05-08）.
16. ↑  . www.beretta.com.   [2017-06-12]. （原始内容存档于2017-06-13）.
17. 1 2 3 4  Mexico joins Albania and Italy as customer for new Beretta rifle, DefenceNews, September 10th, 2009 by Tom Kington[]
18. ↑  .   [2017-12-24]. （原始内容存档于2017-09-06）.
19. ↑  .   [2015-12-18]. （原始内容存档于2016-03-17）.
20. 1 2  .   [2016-06-26]. （原始内容存档于2016-06-10）.
21. ↑  Egyptian Navy Special Forces Adopt Beretta ARX-160 （页面存档备份，存于） - Thefirearmblog.com, 18 July 2013
22. ↑  .   [2017-12-24]. （原始内容存档于2017-12-25）.
23. ↑  .   [2017-12-24]. （原始内容存档于2014-12-16）.
24. ↑  . The Firearm Blog.   [11 November 2014]. （原始内容存档于2014-10-15）.
25. ↑  .   [2017-12-24]. （原始内容存档于2015-11-21）.
26. ↑  .   [2015-12-18]. （原始内容存档于2015-11-21）.
27. ↑  .   [2018-08-25]. （原始内容存档于2020-11-30）.
28. ↑  Italian Beretta ARX160 assault rifle seen in Russian commandos service.
29. ↑  Beretta ARX 160 in Turkmenistan （页面存档备份，存于） - Thefirearmblog.com, February 27, 2013
30. ↑  .   [2013-06-25]. （原始内容存档于2014-06-10）.
31. ↑  .   [2013-04-09]. （原始内容存档于2013-02-05）.
32. ↑  .   [2013-04-09]. （原始内容存档于2014-02-21）.
33. ↑  .   [2013-04-09]. （原始内容存档于2012-08-18）.
34. ↑  .   [2013-04-09]. （原始内容存档于2012-05-04）.
35. ↑  .   [2013-04-09]. （原始内容存档于2012-06-21）.
36. ↑  .   [2013-04-09]. （原始内容存档于2014-07-10）.
37. ↑  .   [2013-04-09]. （原始内容存档于2015-07-17）.
38. ↑  .   [2013-04-09]. （原始内容存档于2013-12-06）.
39. 1 2

## 外部連結
- （英文）—Beretta Defence （页面存档备份，存于）
- （英文）—Beretta Defence ARX 160 brochure （页面存档备份，存于）
- （英文）—Modern Firearms—Beretta ARX-160 assault rifle （页面存档备份，存于）
- （英文）—Beretta ARX 160 at Berettaweb.com （页面存档备份，存于）
- （英文）—Beretta USA—
  - Beretta ARX100
  - Beretta ARX100 5.56 x 45 30 RD （页面存档备份，存于）
- （英文）—The Firearm Blog.com—
  - Beretta ARX-160 Carbine （页面存档备份，存于）
  - Blog Correction: Beretta NRX is ARX-160 （页面存档备份，存于）
  - Beretta ARX / GLX 160 （页面存档备份，存于）
  - Video of the Beretta ARX 160 （页面存档备份，存于）
  - Italian Army has started adopting the ARX-160 rifle （页面存档备份，存于）
  - Major news: Russia to produce Beretta guns!!!! （页面存档备份，存于）
  - Hands-On with the Beretta ARX-160 （页面存档备份，存于）
  - Beretta ARX160 in Desert Tan （页面存档备份，存于）
  - Argentinean Special Forces Evaluating Beretta ARX 160 （页面存档备份，存于）
  - Beretta ARX-160 .22 Pistol （页面存档备份，存于）
  - Beretta ARX 160 in Turkmenistan （页面存档备份，存于）
  - Kazakhstan Special Forces Adopt Beretta ARX-160 in 7.62x39mm （页面存档备份，存于）
  - Beretta ARX160 in 7.62x39mm （页面存档备份，存于）
  - Argentinean Special Forces Evaluating Beretta ARX 160 （页面存档备份，存于）
  - Details On Beretta ARX100 Pricing And Availability （页面存档备份，存于）
  - Kazakhstan Special Forces Adopt Beretta ARX-160 in 7.62x39mm （页面存档备份，存于）
  - Egyptian Navy Special Forces Adopt Beretta ARX-160 （页面存档备份，存于）
  - Exclusive: First Look At The New Beretta ARX-160A3 （页面存档备份，存于）
  - Beretta ARX-160A3: The Infantry Automatic Rifle Model （页面存档备份，存于）
  - Beretta ARX100 Expected in April （页面存档备份，存于）
  - Beretta ARX 100 Semi-automatic 5.56mm Rifle （页面存档备份，存于）
  - Beretta’s Intelligent Rail System （页面存档备份，存于）
  - MAC Posts Hands On Video of Beretta ARX100 （页面存档备份，存于）
  - Gun Review: Beretta ARX-100 （页面存档备份，存于）
  - Trigger Pulls: The Good, The Bad, and The Ugly
  - Beretta ARX Carbine T Worx Intelligent Rail For Army AUSA Expo （页面存档备份，存于）
  - Could The Next French Service Rifle Be…Italian? （页面存档备份，存于）
  - Finland may adopt Beretta ARX-160 （页面存档备份，存于）
  - Beretta ARX 160 Rimfire （页面存档备份，存于）
  - Croatian VHS-2 To Enter French Rifle Competition （页面存档备份，存于）
  - A Short (Stroke) History of Tappet Operation, Part IV: Post-War Tappets （页面存档备份，存于）
  - New Details on Beretta ARX-200 7.62mm Rifle （页面存档备份，存于）
  - MAC Tours The Accokeek Maryland Beretta Factory （页面存档备份，存于）
  - ［SHOT 2016］ Beretta ARX-200 To Be Available In April? （页面存档备份，存于）
  - Rifles vs. Ice, from Military Arms Channel （页面存档备份，存于）
  - TangoFoxtrot’s Rifle Dust Tests: Mini-14, AUG, ARX-100, SCAR （页面存档备份，存于）
  - Gun Review: Beretta ARX-100
  - Guns Around The World, Including Many I had Never Seen Before, at DSA 2016 (Photos) （页面存档备份，存于）
  - A Look Inside Movie Armament’s Vault （页面存档备份，存于）
- （英文）—The Truth About Guns.com—
  - Beretta Builds an FN SCAR with Quick-Change Barrel: New ARX-160 （页面存档备份，存于）
  - New From Beretta: ARX-160 .22 Pistol （页面存档备份，存于）
  - NDIA: Beretta ARX 160 （页面存档备份，存于）
  - MAC on the New Beretta ARX100 (Civvy ARX160) （页面存档备份，存于）
- （英文）—Guns & Ammo.com—
  - Introducing the Beretta ARX160
  - Citizen Soldier: Beretta ARX 100 Review
- （英文）—Tactical Life.com—
  - BERETTA ARX160 5.56mm （页面存档备份，存于）
  - BATTLE-BRED BERETTAS （页面存档备份，存于）
  - SHOT Show 2012 （页面存档备份，存于）
  - Sneak Peek: Beretta ARX 160 (video) （页面存档备份，存于）
  - Beretta ARX .22
  - Beretta ARX100 （页面存档备份，存于）
  - Top 10 Beretta ARX100 Features （页面存档备份，存于）
  - Top 20 Next-Gen Combat Rifles （页面存档备份，存于）
  - Meet the Cutting-Edge Beretta ARX100 Rifle （页面存档备份，存于）
  - 10 Extraordinary Pieces of Gear From AUSA 2014 （页面存档备份，存于）
  - 28 Tactical Rimfire Rifles For Downrange Training （页面存档备份，存于）
  - 16 Specialty Bug-Out Rifles Built For Stow-and-Go （页面存档备份，存于）
  - The ARX100: Beretta’s Next-Gen Battle Rifle （页面存档备份，存于）
- （英文）—Personal Defense World.com—30 Semi-Auto Rifles For Home Defense & Urban Survival （页面存档备份，存于）
- （英文）—Weaponsystems.net—ARX160 （页面存档备份，存于）
- （英文）—Beretta ARX160 （页面存档备份，存于）
- （英文）—cheaperthandirt.com—Beretta's ARX 160[永久]
- （英文）—Pat Dollard－WATCH – Guns & Ammo: Introducing The New Beretta ARX 100
- （英文）—American Rifleman.org－Beretta ARX100 （页面存档备份，存于）
- （英文）—Alternative－First Look: Beretta ARX 100 (VIDEO) （页面存档备份，存于）
- （英文）—Jerking the Trigger－Beretta ARX-100 News （页面存档备份，存于）
- （英文）—Gun News Blog－Beretta ARX-100 （页面存档备份，存于）
- YouTube上的Video of operation
- YouTube上的Video of operation
- YouTube上的Video of operation
- YouTube上的Video of operation
- YouTube上的Video of operation
- YouTube上的Video of operation
- YouTube上的Video of operation
- YouTube上的Video of operation
- YouTube上的Video of operation
- YouTube上的Video of operation
- YouTube上的Video of operation
- YouTube上的Video of operation
- YouTube上的Video of operation
- YouTube上的Video of operation
- YouTube上的Video of operation
- YouTube上的Video of operation
- （意大利文）—Scheda dal sito dell'Esercito Italiano
- （简体中文）—D Boy Gun World（槍炮世界）—ARX-160突击步枪 （页面存档备份，存于）
- （简体中文）—战略网—意未来士兵用ARX-160步枪已获得外销订单[永久]
- （简体中文）—《輕兵器》—意大利ARX-160步枪出口前景看好